# Любарцев, Николай Семёнович
Николай Семёнович Любарцев (1 ноября 1942 — 12 июня 2023) — советский футболист (вратарь) и тренер. Мастер спорта СССР (1963).

## Биография
Воспитанник футбольной школы Таганрога.
Играл за команды «Торпедо» Таганрог (1961—1962, 1964), СКА Ростов-на-Дону (1962—1963, 1965), «Пахтакор» Ташкент (1966—1971, 1975—1976), «Трактор» Павлодар (1972—1975). В высшей лиге чемпионата СССР (1962—1963, 1965—1971, 1975) сыграл 150 матчей.
Работал тренером в командах «Хорезм» (1978—1979), «Бешкент» (1984), «Касансаец» Касансай (1987, 1991), «Пахтакор» (1992—1993), начальником команды в «Янгиере» (1981), «Зарафшане» Навои (1985—1986), «Касансайце» (1988). Главный тренер «Навбахора» Наманган (1995).
Финалист Кубка СССР 1967/68.
Умер 12 июня 2023 года.